# Gardehusarregimentet
Gardehusarregimentet er det ene af den danske hærs to rytterregimenter. Det nuværende regiment opstod i 2001 ved sammenlægningen af Sjællandske Livregiment, Gardehusarregimentet og Danske Livregiment. Regimentet på Bornholm, Bornholms Værn, var i det forrige Forsvarsforlig blevet nedlagt og styrkerne inkluderet i Gardehusarregimentet. Regimentet har hjemme på både Gardehusarkasernen syd for Slagelse på Sjælland og på Almegårds Kaserne i Rønne på Bornholm. Regimentet kan via Sjællandske Livregiment føre sin historie tilbage til 1614 – de to andre regimenter blev oprettet i 1762-63. 
En husar var oprindeligt en let ryttersoldat; det moderne regiment består nu af panserinfanterister, opklaringsstyrker og en ceremoniel bereden husarstyrke.
Regimentet kendes i offentligheden især for hesteskadronen, som danner eskorte ved større officielle begivenheder, og for de farverige uniformer. Uniformerne, som har udgangspunkt i ungarske dragter, er rød-blå med snorebesætning på brystet. 
Husarerne rider igennem Slagelse hver onsdag for at træne til eskorterne og ambassadørmodtagelser og at vænne hestene til byens lyde og lugte.
Regimentets motto, "In Actis Esto Volucris" (vær lynsnar i handling) er skrevet på husarens baretmærke, der er formet som et hestehoved. Mærket findes i to varianter, guld- og sølvfarvet eller kun sølvfarvet. Det sølvfarvede mærke bæres kun af hesteskadronen og Opklaringsbataljonen.

## Enkadrering
- Regimentsstaben (ST/GHR)
- I/GHR Panserinfanteribataljon (I/GHR)
- III/GHR Opklaringsbataljon (III/GHR), garnisoneret på  Almegårds Kaserne.
- V/GHR Uddannelsesbataljon (V/GHR) (HBU og HRU)
- Hesteskadronen (HESK)

Inaktiv Bataljoner 
- II/GHR Panserinfanteribataljon
- IV/GHR HRU Bataljon (Panserinfanteribataljon)

## Fane og Estandart
Regimentet har både fane og estandart. Fanen benyttes, når regimentet er til fods og estandarten, når det er til hest. 
Flagdugen på både fanen og estandarten er begge præget af både Margrethe 2.s navnetræk (den nuværende regent) og Frederik 6.s navnetræk (han var chef for Sjællandske Livregiment). To navnetræk på flagdugen er ganske usædvanligt. Fane- og estandartspyddet er belagt med Christian 4. navnetræk, han oprettede den ældste del af regimentets rødder, Sjællandske livregiment. Derudover er der tre søm slået i stangen, det første er kongesømmet med Christian 8.s navnetræk da han var det første der udleverede en estandart til Gardehusarregimentet. De to andre søm er blanke. Desuden er der tre sølvringe monteret på stangen med påskriften og tjenesteperioden på de tre regimenter der udgør Gardehusarregimentets fortid. 
Til sidst er der tre fanebånd som nævner de slag, som de tre oprindelsesregimenter har gjort sig heldigt bemærkede i.
- Trediveårskrigen (1618-1648)
  - Slaget ved Lutter am Barenberg (1626)
- Karl Gustav-krigene (1657-1660)
  - Stormen på København (1659)
- Den Skånske krig (1675-1679)
  - Slaget ved Landskrona (1676)
- Den Store Nordiske Krig (1700-1721)
  - Slaget ved Gadebusch (1712)
- Napoleonskrigene (1803-1815)
  - Slaget ved Stralsund (1809)
  - Slaget ved Sehested (1813)
- Første slesvigske krig (1848-1851)
  - Slaget ved Dybbøl (1848)
  - Slaget ved Bov (1848)
  - Slaget ved Slesvig (1848)
  - Slaget ved Kolding (1849)
  - Slaget ved Fredericia (1849)
  - Slaget ved Sankelmark (1849)
  - Slaget ved Isted (1850)
  - Slaget ved Jagel (1850)
- Anden slesvigske krig (1864)
  - Slaget ved Dybbøl

## Chefrække
Denne liste er ufuldstændig; hjælp gerne med at udfylde den.
- 1897-1904: Gustav baron Wedell-Wedellsborg
- 1920-1926: Anton Willemoës
- 1926-1934: Rasmus Oluf Pontoppidan
- 1934-1942: Alf Giersing
- 1943-1955: Magnus Fog
- 1955-1959  Niels Erik Leschly
- 1959-1974: Paul Jorck-Jorckston
- 1974-1980 : Birger Nielsen
- 1980-1987: Preben H. Eichen
- 1987-1993: Ole Nørring
- 1993 -2001: Holger Olsen
- 2001-2006: John Kidde-Hansen
- 2006-2009: Ib Hedegaard Sørensen
- 2009-2016: Tommy M. Paulsen
- 2016-2021: Jens Ole Rossen-Jørgensen
- 2021: Jørn Christensen